# بیس (بنزن) کروم
بیس(بنزن)کروم (به انگلیسی: Bis(benzene)chromium) با فرمول شیمیایی C۱۲H۱۲Cr یک ترکیب شیمیایی است. که جرم مولی آن ۲۰۸٫۲۲ g/mol می‌باشد. شکل ظاهری این ترکیب، بلورهای سیاه-قهوه‌ای است.